# 鋸犁小銀漢魚
鋸犁小銀漢魚，為輻鰭魚綱銀漢魚目擬銀漢魚科的其中一種，分布於東太平洋巴拿馬至秘魯Tumbes海域，為熱帶魚類，體長可達12.3公分，棲息在底中層水域，生活習性不明。